# Soo (Kagoshima)
Soo (曽於市 Soo-shi?) es una ciudad en la prefectura de Kagoshima, Japón, localizada al sur de la isla de Kyūshū. Tenía una población estimada de 32 849 habitantes el 1 de marzo de 2021 y una densidad de población de 84 personas por km². Soo es una de las muchas ciudades pequeñas en Japón que tienen una población en constante disminución.

## Geografía
Soo está localizada en el extremo noreste de la prefectura de Kagoshima, en la parte norte de la península de Ōsumi y, junto con Isa, es una de las dos ciudades en la prefectura que no tiene costa. Limita al norte y este con la prefectura de Miyazaki, al oeste con la ciudad de Kirishima y al sur con Kanoya, Shibushi y el pueblo de Ōsaki.

### Clima
La ciudad tiene un clima subtropical húmedo (Cfa en la clasificación climática de Köppen). La temperatura media anual en Soo es de 16.3 °C. La precipitación media anual es de 2586 mm siendo junio el mes más lluvioso. Las temperaturas son más altas en promedio en agosto, alrededor de 26.7 °C, y más bajas en enero, alrededor de 6.0 °C.

## Demografía
Según los datos del censo japonés, la población de Soo ha disminuido fuertemente en los últimos 60 años.
| Gráfica de evolución demográfica de Soo entre 1950 y 2015 |
|                                                           |
| Oficina de Estadística de Japón                           |